# Teocalli de la Guerra Sagrada

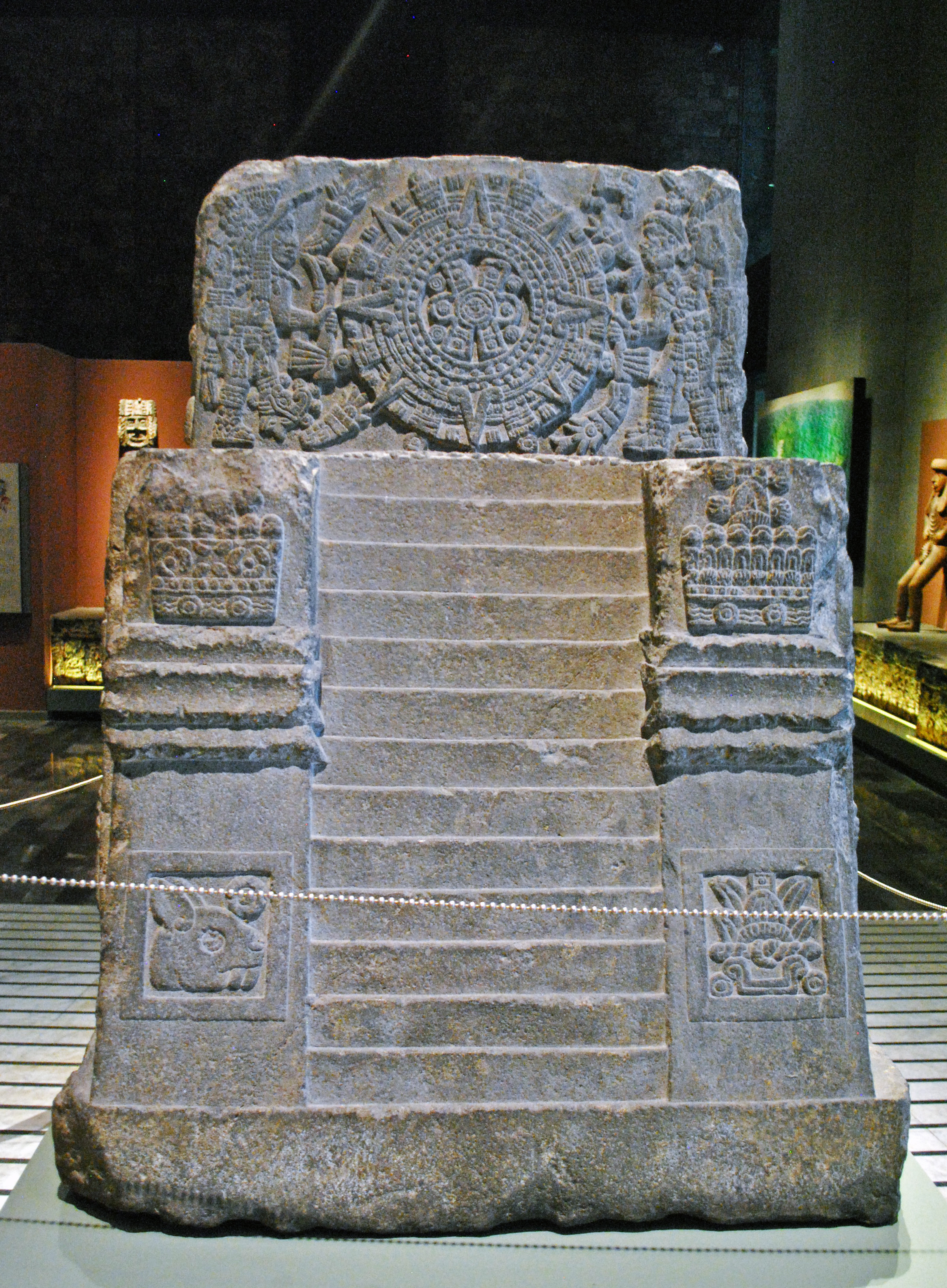
El teocalli, a la entrada de la Sala Mexica del MNA.

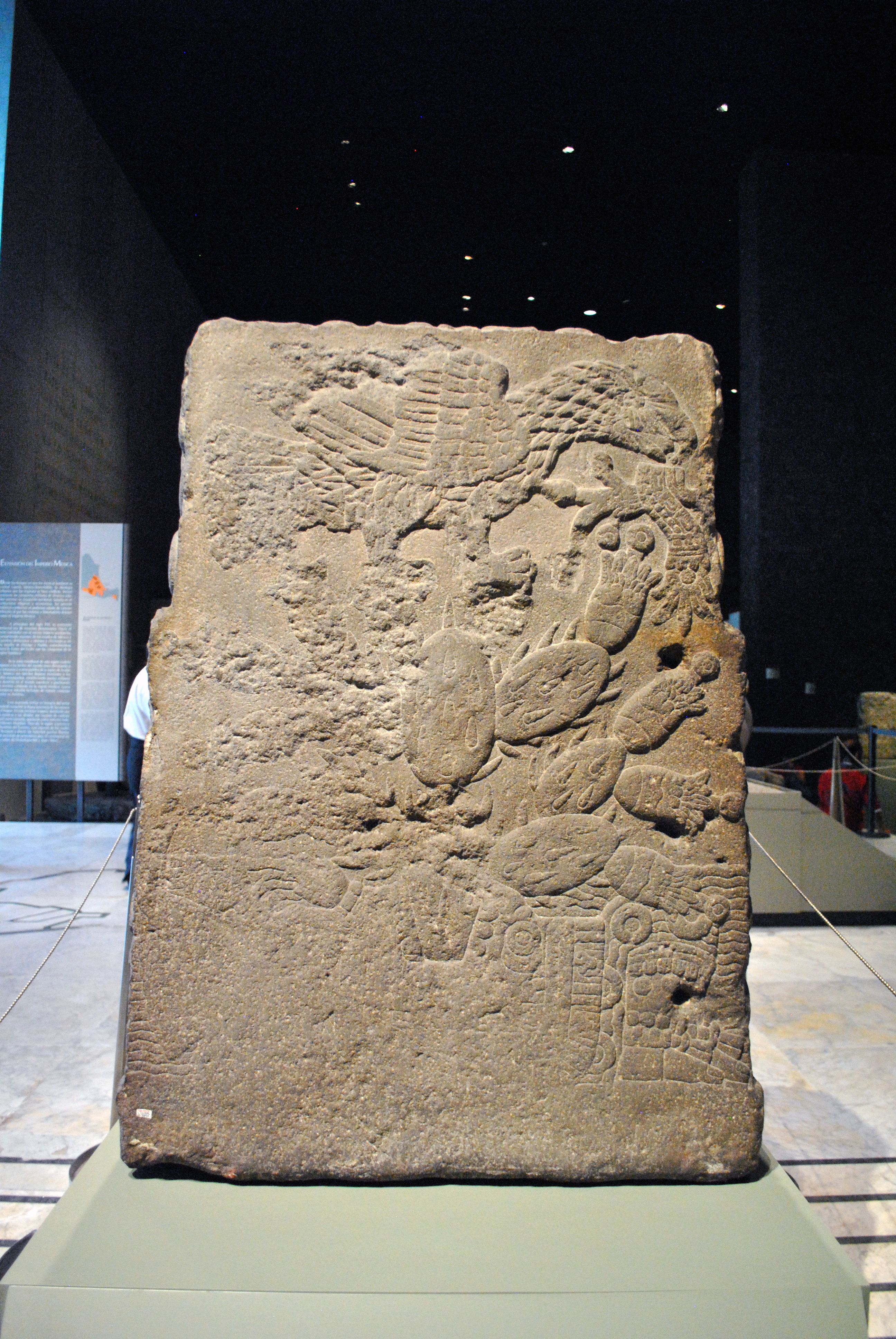
Teocalli de la Guerra Sagrada

Grabado de la Fundación de México

El Teocalli de la Guerra Sagrada es un monolito mexica, llamado así por Alfonso Caso, y del que cree puede ser una representación a escala de un templo o el icpalli (silla real) del propio Moctezuma Xocoyotzin. Sus simbolismos son una exaltación a la ideología del poder mexica, y al principio religioso de la guerra sagrada, incluyendo la representación del águila sobre un nopal, con el glifo del teoatl tlachinolli, aunque eso llevó a la idea errónea de que devoraba una serpiente. Se encuentra en la Sala Mexica del Museo Nacional de Antropología de México.
Fue hallado en las inmediaciones del Palacio Nacional, de donde fue retirado en 1926. El primer estudio del monolito lo realizó Alfonso Caso, quien concluyó que sus simbolismos aluden a la exaltación bélica y a su cosmogonía oficial, que afirmaba una necesidad vital de sacrificios humanos y de sangre para los dioses.

## Relieves

### Frontales
En la parte superior del monolito, está tallado en la parte central un disco solar, flanqueado por Huitzilopochtli y Motecuhzoma Xocoyotzin. Al centro del disco solar está el signo calendárico nahui ollin (cuatro movimiento), símbolo del Quinto Sol. De la boca de ambos personajes brota el símbolo teoatl tlachinolli. En la cara superior está representado Tlaltecuhtli con traje y armas. A los costados de la escalerilla tiene dos signos calendáricos. A la izquierda el signo uno conejo y a la derecha, y dos hierba [Este signo calendárico no es "dos hierba" sino "dos caña", correspondiente al año 1507 en que los mexicas o aztecas celebraron el último Fuego Nuevo prehispánico].

### Dorsal
En esta cara está tallada una representación simbólica de la fundación de México-Tenochtitlan, en donde en el lago (ondas acuáticas), emerge de la boca de Cópil un nopal del que brotan tunas, que simbolizaban según Caso corazones humanos (quauhnochtli tlazoti). Cópil, según la mitología mexica, traicionó a Huitzilopochtli, por lo que este le extrajo el corazón y lo arrojó a la laguna en donde se fundaría México-Tenochtitlan. 
Encima del nopal, un águila simbolizando el sol y la victoria, llama a la guerra sagrada al emerger de su pico el signo teoatl tlachinolli y devora corazones humanos (quaunochtli).